# Bermillo de Sayago
Bermillo de Sayago es un municipio y villa española de la provincia de Zamora, en la comunidad autónoma de Castilla y León. Ocupa el centro geográfico de la comarca de Sayago, siendo además su centro neurálgico de comunicaciones por carretera. Hasta hace unos años[¿cuándo?] y desde 1834, fue la cabeza del partido judicial de Sayago. Cuenta con una población de 1026 habitantes (INE 2024).

## Toponimia
Sobre el origen del nombre existen opiniones diversas. Menéndez Pidal sugirió un étimo latino VERMĬCŬLUS, «bermejo» (diminutivo de VĔRMIS), es decir, del color del «gusano» tintóreo. Posteriormente ha sido abrazada esta propuesta en un documentado estudio publicado por Brío y Brío, pero tal filiación es dudosa desde el punto de vista semántico y cuando menos incierta desde el documental.
En este último estudio, monográficamente dedicado a Bermillo de Sayago, se señala la existencia en el mismo término del paraje de Valdebermillos, interpretado por los autores como «valle de los gusanillos rojizos». Sin embargo, existen serias objeciones a la derivación de Bermillo desde VERMĬCŬLUS (o desde la variante propuesta por Brío y Brío, que no está atestiguada, *VERMĔCŬLUS):
- Por un lado, de índole fonética, dado que la sucesión -MĬ- > -mie- > -mi- no se produce con vocal breve, y la evolución desde *VERMĔCŬLUS tiene en contra la ausencia de atestiguaciones del étimo. Es más, el término está ya petrificado en la acepción cromática desde muy temprano (San Isidoro; y consta su uso también en latín tardío) y no se ha registrado ninguna forma derivada en romance peninsular cuyo valor sea «grana, agalla, gusano colorante». Así pues, la acepción defendida por Brío y Brío, «gusanillo», es poco plausible, puesto que todas las menciones medievales son inequívocamente cromáticas.
- Por otro lado, desde el punto de vista ecológico, la especie productora del quermes, Quercus coccifera, de carácter decididamente termófilo, es ajena a la flora zamorana. Ni siquiera se registra su presencia aislada en una isla térmica como los arribes del Duero.[5]

Así mismo la documentación —cronológicamente ordenada por Brío y Brío en su estudio sobre el topónimo sayagués— parece alejarse del étimo propuesto cuanto más se retrocede en el tiempo: Melmelo (1183), Mermiello (1256), Mermyllo (s. XV-XVI), Mermillo (s. XVI-XVII), Vermillo (s. XVIII) y Bermillo (a partir del XVIII).
Por ello Riesco Chueca propone una base etimológica distinta que tiene el aval de correspondencias en Portugal y que se ajusta mejor a la secuencia documental y a las circunstancias fitológicas de Sayago y de Aliste. La etimología propuesta es el lat. MELĬMĒLLUM «membrillo», originariamente MELĬMĒLUM. La tardía disimilación entre labiales m-m > b-m, que solo ocurre a partir del s. XVIII, avala este origen. Las formas patrimoniales en gallego y portugués, marmelo, y en asturiano, marmiellu y similares, son del mismo origen. Compárese el pueblo de Marmelos, en el concejo de Mirandela (Portugal).

## Geografía
Bermillo de Sayago se encuentra situado en el suroeste de la provincia de Zamora, a 34 km de la ciudad de Zamora —la capital provincial—, 18 km de la frontera con Portugal y 18 km de la provincia de Salamanca.
Bermillo es el núcleo urbano principal del municipio. Junto a esta localidad, e integradas en su municipio, se encuentran las localidades de Fadón, Fresnadillo, Gáname, Piñuel, Torrefrades, Villamor de Cadozos y Villamor de la Ladre. El municipio linda con los términos municipales de Muga de Sayago, Luelmo, Moral de Sayago, Villar del Buey, Pereruela, Salce, Almeida de Sayago y Fresno de Sayago.
| Noroeste: Muga de Sayago | Norte: Luelmo          | Nordeste: Moral de Sayago |
| Oeste: Villar del Buey   |                        | Este: Pereruela           |
| Suroeste: Salce          | Sur: Almeida de Sayago | Sureste: Fresno de Sayago |

## Historia

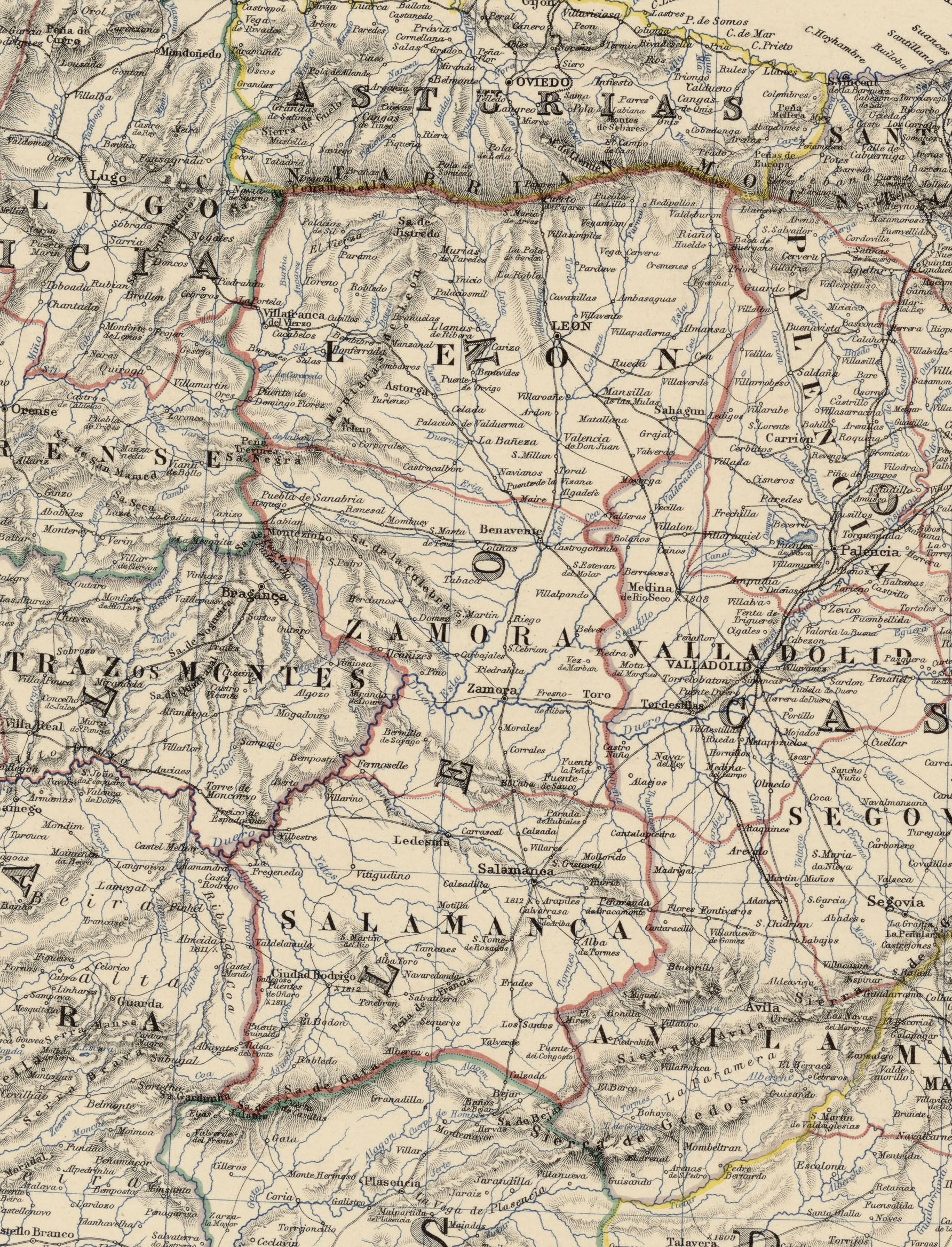
Detalle del mapa Spain & Portugal, realizado en 1864 por Keith Johnston, en el que se puede observar Bermillo de Sayago

El actual pueblo de Bermillo está situado entre los despoblados de El Villar y Santiago, siendo posible que su actual emplazamiento formara parte de alguna de las dos citadas poblaciones. Existe abundante documentación recogida por expertos que relaciona las dehesas y poblaciones colindantes con la aparición y constitución a través del tiempo de lo que es hoy Bermillo de Sayago.
En la Edad Media, Bermillo quedó integrado en el Reino de León, época en que habría sido repoblado por sus monarcas en el contexto de las repoblaciones llevadas a cabo en Sayago. Así, los primeros documentos escritos que mencionan la existencia de Bermillo, datan del siglo XII. Así, ha sido documentado como Melmelo en 1183, Mermiello en 1256, Mermyllo entre los siglos XV y XVI, Mermillo en los siglos XVI y XVII, Vermillo en el siglo XVIII y Bermillo a partir del siglo XVIII.
Ya en el siglo XIV, en 1313, fue una de las villas que formó la Hermandad de concejos del Reino de León.
Posteriormente, en la Edad Moderna, Bermillo estuvo integrado en el partido de Sayago de la provincia de Zamora, del que era cabecera, tal y como reflejaba en 1773 Tomás López en Mapa de la Provincia de Zamora.
Bermillo fue cabecera de una de las cuatro cuadrillas en que se dividía el antiguo partido de Sayago dentro de la jurisdicción de la ciudad de Zamora. Cada cuadrilla agrupaba varios pueblos del partido y estaba representada por un cuadrillero.
Así, al reestructurarse las provincias y crearse las actuales en 1833, la localidad se mantuvo en la provincia zamorana, dentro de la Región Leonesa, encabezando desde 1834 el partido judicial de Bermillo de Sayago, hecho que se prolongó hasta 1983, cuando fue suprimido el mismo e integrado en el partido judicial de Zamora.
Esta localidad es eminentemente agrícola y ganadera, pero en el primer cuarto del siglo XIX reconvirtió una parte de sus edificios más céntricos, adaptándolos a los fines comerciales y de servicios de la época. De esta forma, surgieron casas de sillería y construcción regular de dos plantas, la inferior destinada a local comercial y la superior a vivienda, que destacan por su notable diferencia con el tipo estándar de vivienda tradicional de la localidad y de la comarca en general.
En 1993 se rodó la película Sombras en una batalla dirigida por Mario Camus y con la participación de Carmen Maura. La película fue rodada principalmente en las localidades de Bermillo y Gáname.
En la noche del 9 de enero de 2010 una furgoneta con explosivos de la banda terrorista ETA fue interceptada cerca del centro de la localidad de Bermillo Los terroristas, que se dirigían hacia Portugal, fueron detectados en un control rutinario de la Guardia Civil. Mientras los agentes inspeccionaban el interior de la furgoneta robaron el coche patrulla. Fueron detenidos ya en territorio portugués.
La localidad de Bermillo de Sayago fue final de la décima etapa en la Vuelta Ciclista a España en septiembre de 2018, siendo la primera vez en la historia que una etapa de la vuelta finalizó en la comarca de Sayago.

## Demografía
Bermillo de Sayago cuenta con una población de 1026 habitantes (INE 2024).
| Gráfica de evolución demográfica de Bermillo de Sayago entre 1842 y 2021 |
| |
| Población de derecho según los censos de población del INE Población de hecho según los censos de población del INEEntre el censo de 1970 y el anterior, crece el término del municipio porque incorpora a 49510 (Fadón), 49521 (Piñuel) y 49531 (Torrefrades) Entre el censo de 1981 y el anterior, crece el término del municipio porque incorpora a parte de 49001 (Abelón), 49089 (Gáname), 49253 (Villamor de Cadozos) y 49254 (Villamor de la Ladre) |

### Economía
Aunque Bermillo tiene una gran extensión de terreno su gente desarrolló principalmente la ganadería y menos la producción de cereales ya que una buena parte del término está formado de terrenos y valles muy apropiados para pastos de ganado vacuno y lanar.
En el primer cuarto del siglo XX Bermillo transformó muchos de los edificios del pueblo para convertirlos en comercios y algunas pequeñas industrias. Adaptándolos a las necesidades comerciales de la época. Sin embargo, con el despoblamiento producido por la emigración, muchos de esos comercios se vieron obligados a cambiar sus actividades o a cerrar.
En la actualidad existen industrias dedicadas a trabajar el granito tan abundante en Sayago, el hierro, elaboración de pan, mataderos y chacinerías así como un buen número de comercios, bares y restaurantes.
Se están iniciando grandes y esperanzadores proyectos para tratar de convertir de nuevo a este pueblo en un centro comarcal de referencia industrial y comercial.
El 20 de mayo de 2009 se inauguró el polígono industrial El Gengajal, donde se asientan las mayores esperanzas para terminar con la caída de la población en la zona.
Actualmente posee la mayor concentración de servicios de la comarca como registros de propiedad, parque de bomberos, notaría, Guardia Civil y otros organismos de gestión y apoyo a las necesidades de la comarca como el agua y su distribución, centros para desarrollo turístico y gestión de ayudas comunitarias.
El renovado centro de Salud fue inaugurado el 8 de julio de 2008.
Cada día 20 de mes se celebra una feria a la que asisten gentes de toda la comarca y en la que hace unos años se podían ver auténticas maravillas de ganado sobre todo vacas de la raza autóctona sayaguesa, ovejas y animales de trabajo espectaculares y muy bien alimentados. Esta feria está dedicada ahora al comercio de pequeños artículos y elementos diversos siendo además un día propicio para el encuentro siempre grato de las gentes de la comarca.

### Transporte
Bermillo es el centro económico, político y social de la comarca, por lo que es un importante nudo de comunicaciones, contando con numerosas carreteras importantes para la conectividad inter comarcal y provincial. Una de las principales es la carretera ZA-302 que une con El Cubo de Tierra del Vino y permite acceder hacia el este a la autovía Ruta de la Plata que une Gijón con Sevilla y a la N-630, carretera nacional de igual recorrido, siendo esta la principal vía de comunicación con el resto del país. Es igualmente importante la carretera CL-527 que une Zamora con la frontera de Portugal y atraviesa el término en sentido noreste suroeste y permite una rápida comunicación con los municipios vecinos de la comarca del Sayago. Hay además dos carreteras secundarias como son la ZA-304 y la ZA-311 que completan la red viaria, permitiendo los accesos hacia Fariza y Ledesma respectivamente.
En cuanto al transporte público se refiere, tras el cierre del Ferrocarril Ruta de la Plata, que pasaba por el cercano municipio de El Cubo y tenía parada en el mismo, no existen servicios de tren en el municipio ni en los vecinos, ni tampoco línea regular con servicio de autobús, siendo las estaciones más cercanas las de Zamora. Por otro lado el aeropuerto de Salamanca es el más cercano, estando a unos 90 km de distancia.

## Administración y política

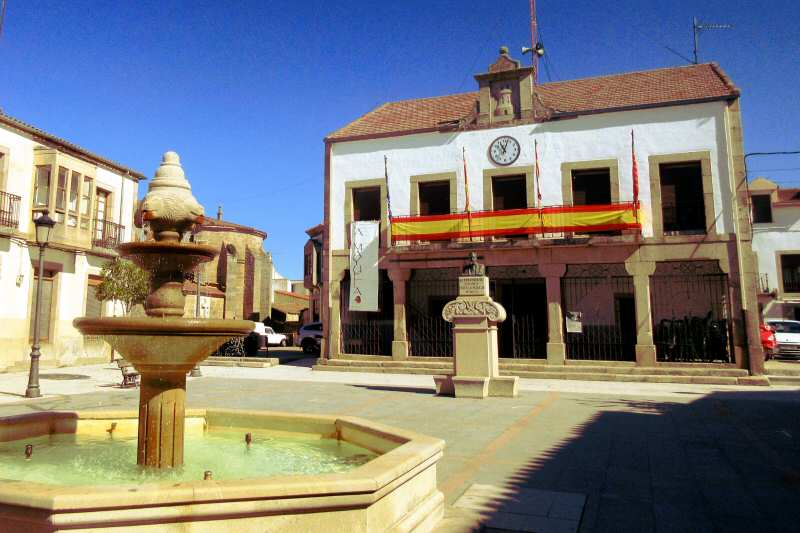
Plaza principal con el edificio del Ayuntamiento al fondo

### Gobierno municipal
| Periodo   | Nombre                           | Partido | Partido                                  |
| --------- | -------------------------------- | ------- | ---------------------------------------- |
| 1979-1980 | Francisco Felipe Ramos           |         | Unión de Centro Democrático (UCD)        |
| 1980-1981 | José Vicente Lucas               |         | Unión de Centro Democrático (UCD)        |
| 1981-1983 | Agustín Carrascal Fraile         |         | Unión de Centro Democrático (UCD)        |
| 1983-1987 | José García Sánchez              |         | Alianza Popular (AP)                     |
| 1987-1995 | Norberto Núñez Toribio           |         | Partido Socialista Obrero Español (PSOE) |
| 1995-1999 | Carmen Laguno Álvarez            |         | Partido Popular (PP)                     |
| 1999-2007 | Norberto Núñez Toribio           |         | Partido Socialista Obrero Español (PSOE) |
| 2007-2011 | Norberto Núñez Toribio           |         | Partido Popular (PP)                     |
| 2011-2023 | Raúl Rodríguez Barrero           |         | Partido Popular (PP)                     |
| 2023-act. | Ángeles Isabel Martínez Iglesias |         | Partido Popular (PP)                     |

| Partido político                                          | 2023  | 2023  | 2023       | 2019  | 2019  | 2019       | 2015  | 2015  | 2015       | 2011  | 2011  | 2011       | 2007  | 2007  | 2007       | 2003  | 2003  | 2003       |
| Partido político                                          | %     | Votos | Concejales | %     | Votos | Concejales | %     | Votos | Concejales | %     | Votos | Concejales | %     | Votos | Concejales | %     | Votos | Concejales |
| Partido Popular (PP)                                      | 67,79 | 442   | 7          | 55,41 | 384   | 5          | 50,39 | 383   | 5          | 51,10 | 418   | 5          | 58,14 | 493   | 6          | 58,68 | 541   | 6          |
| Partido Socialista Obrero Español (PSOE)                  | 26,22 | 171   | 2          | 29,14 | 202   | 3          | 15,00 | 114   | 1          | 5,87  | 48    | 0          | 31,37 | 266   | 3          | 34,16 | 315   | 3          |
| Vox                                                       | 5,67  | 37    | 0          | —     | —     | —          | —     | —     | —          | —     | —     | —          | —     | —     | —          | —     | —     | —          |
| Ciudadanos (CS)                                           | —     | —     | —          | 13,99 | 97    | 1          | 22,37 | 170   | 2          | —     | —     | —          | —     | —     | —          | —     | —     | —          |
| Agrupación de Electores Independientes Zamoranos (ADEIZA) | —     | —     | —          | —     | —     | —          | —     | —     | —          | 40,71 | 333   | 4          | —     | —     | —          | —     | —     | —          |
| Partido Regionalista del País Leonés (PREPAL)             | —     | —     | —          | —     | —     | —          | —     | —     | —          | —     | —     | —          | 8,49  | 72    | 0          | —     | —     | —          |
| Unión Progreso y Democracia (UPyD)                        | —     | —     | —          | —     | —     | —          | 10,00 | 76    | 1          | —     | —     | —          | —     | —     | —          | —     | —     | —          |
| Zamora Unida (ZU)                                         | —     | —     | —          | —     | —     | —          | —     | —     | —          | —     | —     | —          | —     | —     | —          | 3,25  | 30    | 0          |

#### Evolución de la deuda viva municipal
El concepto de deuda viva contempla solo las deudas con cajas y bancos relativas a créditos financieros, valores de renta fija y préstamos o créditos transferidos a terceros, excluyéndose, por tanto, la deuda comercial.
| Gráfica de evolución de la deuda viva del Ayuntamiento entre 2008 y 2023                                     |
| |
| Deuda viva del Ayuntamiento de Bermillo de Sayago, en miles de euros, según datos del Ministerio de Hacienda |

## Cultura

### Patrimonio

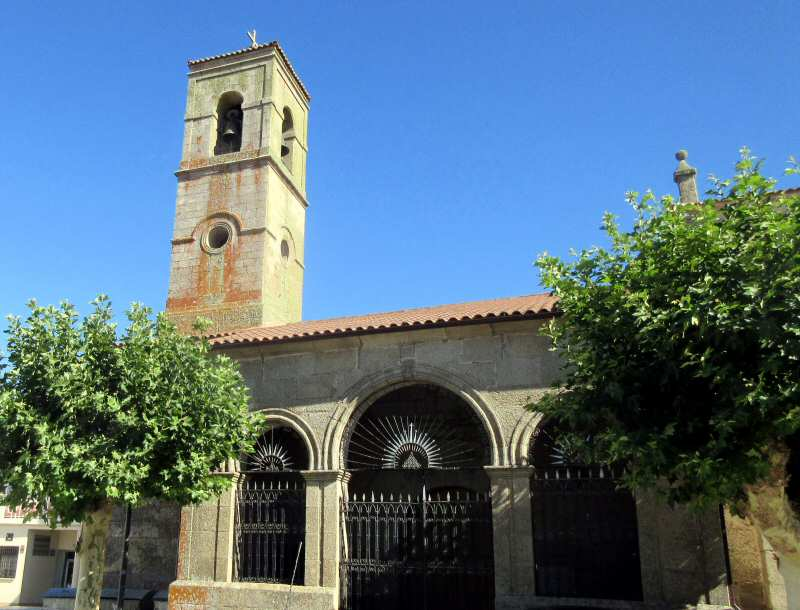
Torre y portada de la iglesia parroquial de Bermillo de Sayago

La iglesia parroquial de Bermillo, bajo la advocación de Nuestra Señora de la Asunción, fue construida entre las tres últimas décadas del siglo XVI, aunque con posterioridad ha tenido varias modificaciones e intervenciones. La torre y el pórtico se construyeron en 1865 y 1896 respectivamente.
La localidad cuenta con una plaza principal de trazado rectangular, excepcional en la comarca de Sayago, con el edificio del ayuntamiento al fondo y presidida por el monumento al diputado Federico Requejo, que fue esculpido por Mariano Benlliure en 1917. El edificio municipal que, además tuvo los usos de juzgado y de cárcel, fue construido en 1910 conforme al proyecto del arquitecto Segundo Viloria Escarda. Actualmente alberga entre otros servicios los de biblioteca municipal y un amplio salón de actos.
Se conservan en buen estado dos fuentes abovedadas en la carretera de Villadepera-Ledesma, «La Toza» y «Pozo Esteban», ambas construidas hacia 1892.
Bermillo dispone de varias instalaciones deportivas y de ocio, como la piscina municipal, el polideportivo y un campo de fútbol, sede del equipo de fútbol Club Deportivo Sayagués, que milita actualmente en la primera división provincial de aficionados de Zamora.
En las afueras de Bermillo hay una pista de autocross de una longitud aproximada de 1,3 km donde anualmente se disputa una de las pruebas pertenecientes al «Campeonato de Castilla y León de Autocross».

### Festividades
- El primer sábado de mayo se celebra la Romería de San Juan de los Huevos.
- La primera semana de agosto se celebran las fiestas de la localidad.